# No Fences
| 전문가 평가                   | 전문가 평가 |
| 평가 점수                     | 평가 점수   |
| 출처                          | 점수        |
| ----------------------------- | ----------- |
| About.com                     | [ 2 ]       |
| AllMusic                      | [ 3 ]       |
| Christgau's Consumer Guide    | [ 4 ]       |
| Entertainment Weekly          | A           |
| The Rolling Stone Album Guide | [ 6 ]       |

《No Fences》는 미국의 컨트리 음악 아티스트 가스 브룩스의 두 번째 스튜디오 음반이다. 1990년 8월 27일에 발매되어 《빌보드》 톱 컨트리 음반 차트에서 1위를 차지했다. 이 음반은 빌보드 200에서도 3위에 올랐다. 후자의 차트에서는 126주 동안 40위권에 머물렀다. 《No Fences》는 미국에서 1,800만 장이 출하되어 현재까지 브룩스의 베스트셀러 스튜디오 음반으로 남아 있으며, 브룩스를 국제적인 스타로 만든 음반이다. 이 음반은 브룩스가 유럽에서 발매한 첫 번째 음반이다(원래 유럽 발매에는 미국 데뷔 싱글 4곡이 보너스 트랙으로 수록되어 있다).

## 배경
〈The Thunder Rolls〉 (컨트리 음악 협회의 1991년 올해의 비디오), 〈Friends in Low Places〉 (아카데미 오브 컨트리 뮤직의 1990년 싱글), 〈Unanswered Prayers〉, 〈Two of a Kind, Workin' on a Full House〉 등 브룩스의 가장 유명한 노래 중 일부가 《No Fences》에 등장한다. 플리트우즈의 〈Mr. Blue〉 커버 버전이 음반에 등장한다. 음반 자체는 1990년 아카데미 오브 컨트리 뮤직이 선정한 올해의 음반으로 선정되었다. 영국 컨트리 음악 차트에서 1위를 차지했으며(브룩스는 영국에서 첫 골드 음반을 획득했다) 5년 넘게 차트에 머물렀다.
〈Victim of the Game〉이라는 트랙은 나중에 브룩스의 친구이자 미래의 아내인 트리샤 이어우드가 1991년 시조 데뷔 음반으로 커버했다.
브룩스는 나중에 트랙 〈Wild Horses〉를 재녹음하고 2001년 초 싱글로 새 음반을 발매하여 컨트리 차트에서 7위를 차지했다.

## 곡 목록
| #   | 제목                                       | 작사·작곡                               | 재생 시간 |
| --- | ------------------------------------------ | --------------------------------------- | --------- |
| 1.  | 〈The Thunder Rolls〉                      | 팻 앨저, 가스 브룩스                    | 3:43      |
| 2.  | 〈New Way to Fly〉                         | 브룩스, 킴 윌리엄스                     | 3:55      |
| 3.  | 〈Two of a Kind, Workin' on a Full House〉 | 바비 보이드, 워렌 헤인즈, 데니스 로빈스 | 2:33      |
| 4.  | 〈Victim of the Game〉                     | 브룩스, 마크 D. 샌더스                  | 3:09      |
| 5.  | 〈Friends in Low Places〉                  | 드웨인 블랙웰, 얼 버드 리               | 4:18      |
| 6.  | 〈Wild Horses〉                            | 빌 쇼어, 데이비드 윌스                  | 3:12      |
| 7.  | 〈Unanswered Prayers〉                     | 앨저, 래리 바스티안, 브룩스             | 3:26      |
| 8.  | 〈Same Old Story〉                         | 토니 아라타                             | 2:53      |
| 9.  | 〈Mr. Blue〉                               | 블랙웰                                  | 3:17      |
| 10. | 〈Wolves〉                                 | 스테파니 데이비스                       | 4:06      |

## 인증
| 국가                                                            | 인증         | 판매량/출하량 |
| --------------------------------------------------------------- | ------------ | ------------- |
| 오스트레일리아 (ARIA)                                           | 플래티넘     | 70,000^       |
| 캐나다 (뮤직 캐나다)                                            | 7× 플래티넘  | 700,000^      |
| 아일랜드 (IRMA)                                                 | 5× 플래티넘  | 75,000^       |
| 미국 (RIAA)                                                     | 18× 플래티넘 | 18,000,000    |
| ^출하량을 기반으로 한 인증 · 판매량+스트리밍을 기반으로 한 인증 |              |               |